# (8572) Nijo
(8572) Nijo – planetoida z pasa głównego asteroid okrążająca Słońce w ciągu 3 lat i 107 dni w średniej odległości 2,21 au. Została odkryta 19 października 1996 roku w Obserwatorium Kleť. Przed nadaniem nazwy planetoida nosiła oznaczenie tymczasowe (8572) 1996 UG1.